# عصر اژدها
عصر اژدها (به انگلیسی: Age of the Dragons) یک فیلم سینمایی آمریکایی در ژانر فیلم فانتزی محصول سال ۲۰۱۱ میلادی به کارگردانی رایان لیتل و با بازی دنی گلاور و وینی جونز همراه است. این فیلم یک تصویربرداری مجدد با موضوع خیالی از رمان کلاسیک هرمان ملویل ، موبی‌دیک می‌باشد. فیلم در تاریخ ۴ مارس ۲۰۱۱ در انگلستان منتشر شد.

## داستان
اژدهای سفید خواهر ایهاب را جلوی چشمانش می‌کشد. ایهاب از ترس فرارمی کند. ولی بدنش می‌سوزد، او بعد ازسال‌ها با جمع کردن بهترین شکارچیان و نیزه‌اندازان به جنگ اژدها می‌رود. او یک دختر را به فرزندی قبول کرده که راهنمای کشتی اوست. بعد از شکار اولین اژدها و کشتن اژدهای دیگر، در خواب زنده بودن اژدهای سفید را می‌بیند…    